# Chlorobyrrhulus oblongus
Chlorobyrrhulus oblongus is een keversoort uit de familie pilkevers (Byrrhidae). De wetenschappelijke naam van de soort is voor het eerst geldig gepubliceerd in 1857 door LeConte.